# Saint-Hilaire-sous-Romilly
Pour les articles homonymes, voir Saint-Hilaire.
Saint-Hilaire-sous-Romilly est une commune française, située dans le département de l'Aube en région Grand Est.

## Géographie
| Crancey         |                            | Romilly-sur-Seine |
| Pont-sur-Seine  | Saint-Hilaire-sous-Romilly |                   |
| Ferreux-Quincey | Gélannes                   | Pars-lès-Romilly  |

### Topographie
L'adjonction de sous-Romilly a été autorisé le 4 février 1919, par décret.
Au cadastre de 1810 se trouvait au territoir : les grandes et petites Brayes, Haute-Borne, le Château-Mahiet, Chauffaugne, Faverolles, Grand-Faillet et Fayet, Fourneau, Grève, Hôtel-Dieu, Longueperte, Maladière, Marais, Mesnil, Minet, les moulins à vent de la Grève et du Pommereau, Pont-Aubry, Possesse, la Rivière, Saint-Antoine de Padoue, Tombelle, Vallées, les Vignes.

### Hydrographie

#### Réseau hydrographique
La commune est dans la région hydrographique « la Seine de sa source au confluent de l'Oise (exclu) » au sein du bassin Seine-Normandie. Elle est drainée par le ruisseau de Faverolles, le ruisseau de Pars, le ruisseau de Sellières, un bras de Faverolles, un bras de Faverolles, un bras de Faverolles, un bras de Faverolles, le canal 01 de la commune de Saint-Hilaire-sous-Romilly, le Fossé 05 des Pâtures, le Moulinard et divers autres petits cours d'eau,.
Le ruisseau de Faverolles, d'une longueur de 10 km, prend sa source dans la commune de Romilly-sur-Seine et se jette  dans la Seine à Pont-sur-Seine, après avoir traversé quatre communes.

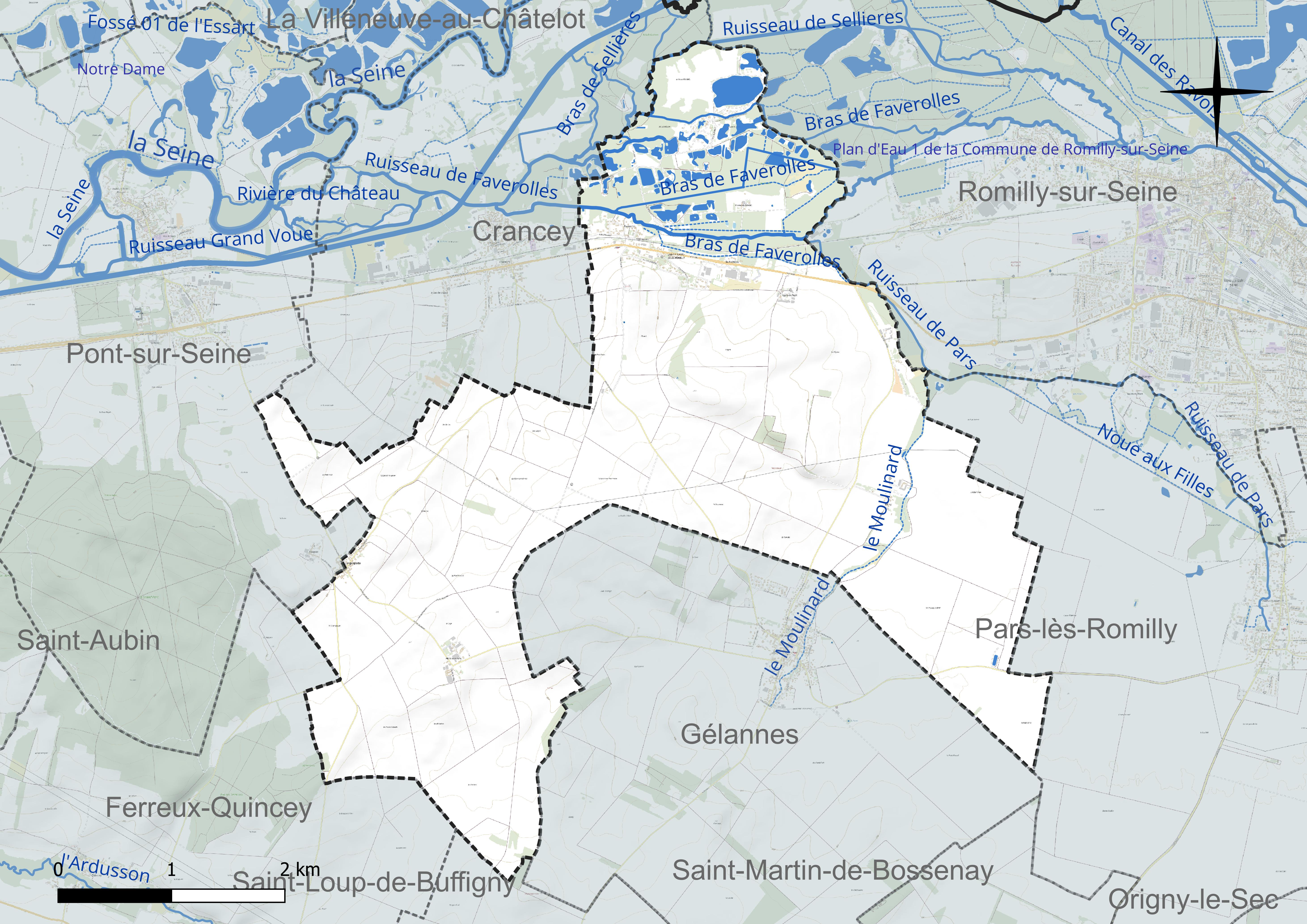
Réseau hydrographique de Saint-Hilaire-sous-Romilly.

#### Gestion et qualité des eaux
Le territoire communal est couvert par le schéma d'aménagement et de gestion des eaux (SAGE) « Bassée Voulzie ». Ce document de planification concerne le territoire du bassin versant de l'Armançon qui s’étend sur 1 710 km2 et se répartit sur trois départements (l'Aube, l'Yonne et la Marne). Le périmètre a été arrêté le 2 septembre 2016, le diagnostic a été validé le 29 novembre 2022. La structure porteuse de l'élaboration et de la mise en œuvre est le Syndicat mixte ouvert de l’eau potable, de l’assainissement collectif, de l’assainissement non collectif, des milieux aquatiques et de la démoustication (SDDEA), dont le siège est à Troyes.
La qualité des cours d’eau peut être consultée sur un site dédié géré par les agences de l’eau et l’Agence française pour la biodiversité.

### Climat
Pour des articles plus généraux, voir Climat du Grand Est et Climat de l'Aube.
En 2010, le climat de la commune est de type climat océanique dégradé des plaines du Centre et du Nord, selon une étude du Centre national de la recherche scientifique s'appuyant sur une série de données couvrant la période 1971-2000. En 2020, Météo-France publie une typologie des climats de la France métropolitaine dans laquelle la commune est exposée à un climat océanique altéré et est dans la région climatique Nord-est du bassin Parisien, caractérisée par un ensoleillement médiocre, une pluviométrie moyenne régulièrement répartie au cours de l’année et un hiver froid (3 °C).
Pour la période 1971-2000, la température annuelle moyenne est de 10,5 °C, avec une amplitude thermique annuelle de 15,8 °C. Le cumul annuel moyen de précipitations est de 694 mm, avec 11,8 jours de précipitations en janvier et 7,6 jours en juillet. Pour la période 1991-2020, la température moyenne annuelle observée sur la station météorologique de Météo-France la plus proche, « Romilly », sur la commune de Romilly-sur-Seine à 5 km à vol d'oiseau, est de 11,2 °C et le cumul annuel moyen de précipitations est de 619,5 mm. 
La température maximale relevée sur cette station est de 42,3 °C, atteinte le 25 juillet 2019 ; la température minimale est de −25,2 °C, atteinte le 6 janvier 1971,,.
Les paramètres climatiques de la commune ont été estimés pour le milieu du siècle (2041-2070) selon différents scénarios d'émission de gaz à effet de serre à partir des nouvelles projections climatiques de référence DRIAS-2020. Ils sont consultables sur un site dédié publié par Météo-France en novembre 2022.

## Urbanisme

### Typologie
Au 1er janvier 2024, Saint-Hilaire-sous-Romilly est catégorisée commune rurale à habitat dispersé, selon la nouvelle grille communale de densité à 7 niveaux définie par l'Insee en 2022.
Elle est située hors unité urbaine. Par ailleurs la commune fait partie de l'aire d'attraction de Romilly-sur-Seine, dont elle est une commune de la couronne,. Cette aire, qui regroupe 26 communes, est catégorisée dans les aires de moins de 50 000 habitants,.

### Occupation des sols
L'occupation des sols de la commune, telle qu'elle ressort de la base de données européenne d’occupation biophysique des sols Corine Land Cover (CLC), est marquée par l'importance des territoires agricoles (83,4 % en 2018), une proportion sensiblement équivalente à celle de 1990 (83,9 %). La répartition détaillée en 2018 est la suivante : 
terres arables (82,4 %), forêts (7,3 %), eaux continentales (4,6 %), milieux à végétation arbustive et/ou herbacée (2,9 %), zones urbanisées (1,9 %), zones agricoles hétérogènes (0,9 %), cultures permanentes (0,1 %). L'évolution de l’occupation des sols de la commune et de ses infrastructures peut être observée sur les différentes représentations cartographiques du territoire : la carte de Cassini (XVIIIe siècle), la carte d'état-major (1820-1866) et les cartes ou photos aériennes de l'IGN pour la période actuelle (1950 à aujourd'hui).

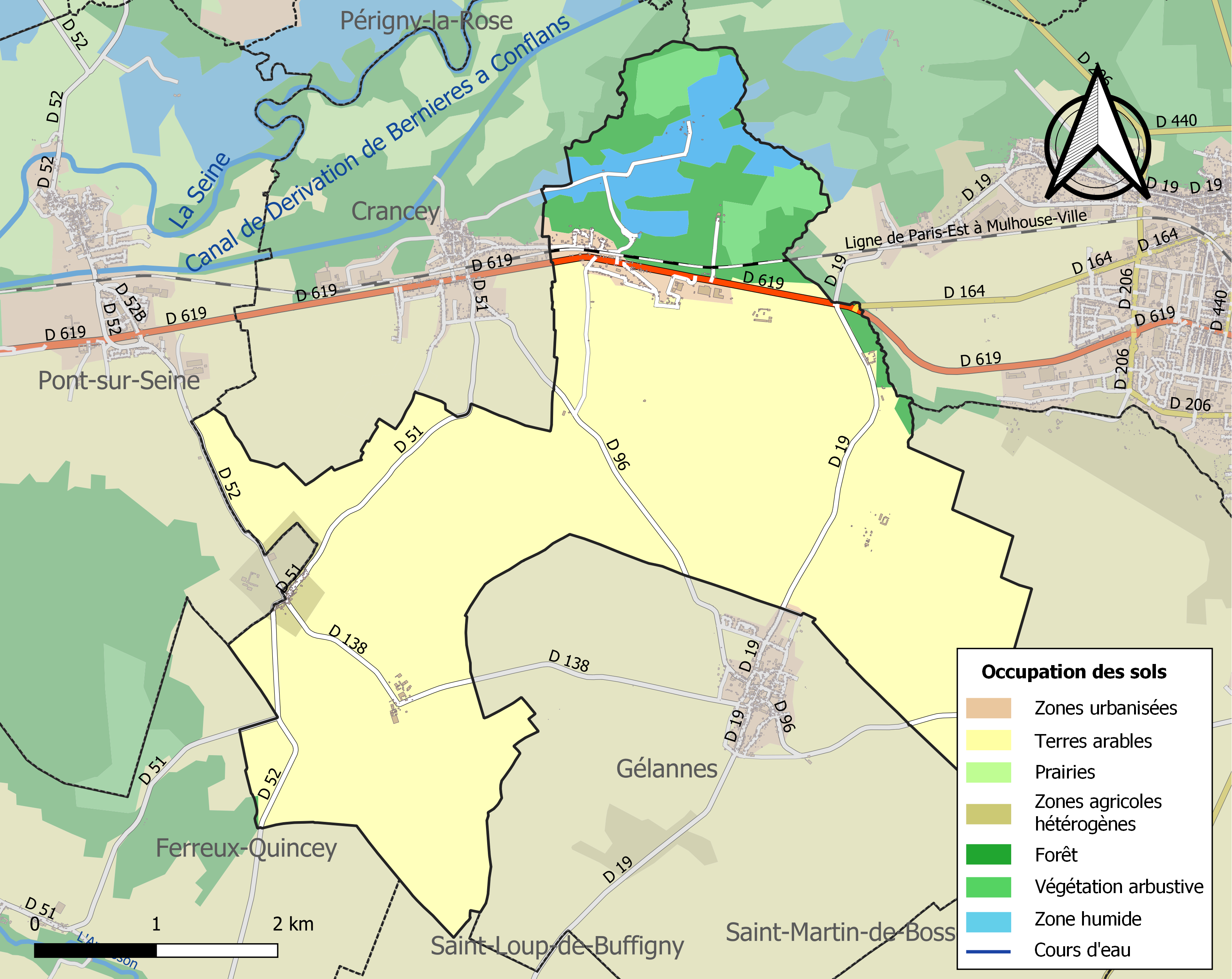
Carte des infrastructures et de l'occupation des sols de la commune en 2018 (CLC).

## Histoire
Il y avait un prieuré au territoire, sous le vocable de Saint-Hilaire, il dépendait de l'abbaye de Molesme, il peut être considéré que la création fut faite vers 1110 par les donations concomitantes de Philippe de Pont, évêque de Troyes et Garnier, alors seigneur de Pont et Traînel. Il faut noter que Garnier avec les droits sur les bois, terres et pêches exemptait les hommes de Pont ou Traînel qui viendraient à s'installer là.
En 1789 le village relevait de l'intendance et de la généralité de Paris, de l'élection de Nogent et du bailliage de Troyes.
Au cours de la Révolution française, la commune, alors nommée simplement Saint-Hilaire, porta provisoirement le nom de Montfayet.
C'est en 1919 que la commune adopta le nom de Saint-Hilaire-sous-Romilly.

### Les Vignes
Existait comme seigneuire au XIIe siècle avec l'hoir de Berneré de Vignes qui était vassal de Pont-sur-Seine en 1172, de Mannessier de Courmononcle vers 1250 et qui subsistait jusqu'en 1728 Louis le Bouthillier de Chavigny, marquis de Pont. Elle fut ensuite une ferme.

### Pommereau
C'est un hameau qui avait une chapelle Saint-Antoine, qui était un fief qui relevait pont-sur-Seine. En 1173 il y avait deux seigneurs et Henri le Libéral, l'un d'eux, donnait le bois de Pommerau au chapitre Saint-Étienne.

### Mesnil-les-Pars
En partie au territoire et sur celui de Pars-lès-Romilly .

## Politique et administration
| Période                                  | Période  | Identité        | Étiquette | Qualité              |
| ---------------------------------------- | -------- | --------------- | --------- | -------------------- |
| mars 2001                                | ?        | Bertrand Journé | LR        | Agriculteur retraité |
| ?                                        | En cours | Michèle MERESSE | Qualité=  |                      |
| Les données manquantes sont à compléter. |          |                 |           |                      |

## Démographie
L'évolution du nombre d'habitants est connue à travers les recensements de la population effectués dans la commune depuis 1793. Pour les communes de moins de 10 000 habitants, une enquête de recensement portant sur toute la population est réalisée tous les cinq ans, les populations de référence des années intermédiaires étant quant à elles estimées par interpolation ou extrapolation. Pour la commune, le premier recensement exhaustif entrant dans le cadre du nouveau dispositif a été réalisé en 2007.

En 2022, la commune comptait 339 habitants, en évolution de −0,88 % par rapport à 2016 (Aube : +0,7 %, France hors Mayotte : +2,11 %).
| 1793 | 1800 | 1806 | 1821 | 1831 | 1836 | 1841 | 1846 | 1851 |
| ---- | ---- | ---- | ---- | ---- | ---- | ---- | ---- | ---- |
| 336  | 368  | 357  | 319  | 365  | 403  | 382  | 409  | 413  |

| 1856 | 1861 | 1866 | 1872 | 1876 | 1881 | 1886 | 1891 | 1896 |
| ---- | ---- | ---- | ---- | ---- | ---- | ---- | ---- | ---- |
| 422  | 424  | 406  | 401  | 352  | 349  | 349  | 313  | 289  |

| 1901 | 1906 | 1911 | 1921 | 1926 | 1931 | 1936 | 1946 | 1954 |
| ---- | ---- | ---- | ---- | ---- | ---- | ---- | ---- | ---- |
| 289  | 319  | 340  | 328  | 342  | 328  | 282  | 305  | 302  |

| 1962 | 1968 | 1975 | 1982 | 1990 | 1999 | 2006 | 2007 | 2012 |
| ---- | ---- | ---- | ---- | ---- | ---- | ---- | ---- | ---- |
| 265  | 259  | 289  | 318  | 347  | 333  | 373  | 378  | 331  |

| 2017 | 2022 | - | - | - | - | - | - | - |
| ---- | ---- | - | - | - | - | - | - | - |
| 351  | 339  | - | - | - | - | - | - | - |

## Lieux et monuments
- L'église Saint-Hilaire de Saint-Hilaire-sous-Romilly était un secours de la paroisse de Gelannes puis une paroisse en 1728. Elle dépendait alors du doyenné de Marigny. Elle se trouve sur une butte qui devait marquer la place de l'ancien village et la base de sa tour date du XIIe.
- Chapelle Saint-Antoine-de-Padoue de Saint-Hilaire-sous-Romilly.
- Monument aux morts
- Mairie
- Noue des rois
- Lavoir.